# Ханвайлер
Ханвайлер (нем. Hahnweiler) — община в Германии, в земле Рейнланд-Пфальц. 
Входит в состав района Биркенфельд. Подчиняется управлению Баумхольдер.  Население составляет 217 человек (на 31 декабря 2010 года). Занимает площадь 2,29 км².